# 山県警察署 (岐阜県)
山県警察署（やまがたけいさつしょ）は、岐阜県警察が管轄する警察署の一つである。

## 所在地
- 岐阜県山県市高富2383番地1

## 管轄区域
- 山県市全域

## 沿革
- 1873年（明治6年）- 岐阜県山県郡高富村に第20番取締局を開設。後に、岐阜警察署高富分署に改称。
- 1954年（昭和29年）- 岐阜県警察発足により岐阜県高富警察署となる。
- 2003年（平成15年）4月1日 - 山県郡（高富町、美山町、伊自良村）が合併し、山県市となる。それに伴い、岐阜県山県警察署に改称。

## 組織
- 会計課 - 会計係
- 警務課 - 警務係、相談係
- 生活安全課 - 生活安全係
- 地域課 - 地域係、機動警ら係
- 刑事課 - 刑事係、鑑識係
- 交通課 - 交通係
- 警備課 - 警備係

## 交番
（ ）の中は所在地。
- 署所在地交番（山県市高富2383番地1 山県警察署内）

## 警察官駐在所
（ ）の中は所在地。
- 美山警察官駐在所（山県市谷合1231番地の1）
- 伊自良警察官駐在所（山県市大門912番地2）
- 西武芸警察官駐在所（山県市岩佐53番地1）
- 乾警察官駐在所（山県市出戸228番地2）

## 交通

### 交通機関
- 岐阜バス岐阜高富線、岐北線、板取線「山県警察署前」バス停下車。
  - JR岐阜駅バスターミナル（岐阜駅北口）11番のりば
  - 名鉄岐阜のりば（名鉄岐阜駅西）4番のりば

岐阜高富線「高富」行き
岐北線「谷合」「塩後」「山県高校前」行き
板取線「板取門原」「洞戸栗原」行き
- ハーバス大桑線「山県警察署」バス停下車

### 自動車
- 国道256号山県警察署前交差点

## 周辺
- 山県市役所
- 岐北厚生病院
- 岐阜女子大学
- 山県市立高富中学校
- 山県市立高富小学校
- 岐阜県県政資料館